# Le Roi des masques
Pour plus de détails, voir Fiche technique et Distribution.
Le Roi des masques (变脸, Bian lian) est un film hongkongais réalisé par Wu Tianming, sorti en 1996.

## Synopsis
Dans le Sichuan des années 1930, Wang est un vieil artiste itinérant, vivant sur une barque sur le fleuve avec son singe Général. Connu comme le Roi des masques, il maîtrise jusqu'à la magie l'art traditionnel du bian lian à l'aide de masques de soie.
Autonome, se contentant de peu, il souffre cependant de la disparition de son fils, bien des années avant. La tradition ne lui permet de transmettre les secrets de son art qu'à un héritier mâle. Refusant de s'associer avec Liang, un célèbre acteur d'opéra (les deux hommes ont beaucoup de respect l'un envers l'autre), il finit par acheter un garçonnet au marché aux enfants, restant sourd aux suppliques des fillettes. Quelque temps plus tard (apres une blessure au pied lors d'un jeu de bambou), c'est la déception, Gouwa se révèle être une fille. Malgré le rejet de Wang, elle lui vouera une affection sans bornes, parfois maladroite, l'entraînant jusqu'au drame et à la prison. L'énergie et l'obstination de la fillette lui permettront in extremis de sauver son « grand-père ».
L'art du réalisateur donne à cette histoire simple une puissance émotionnelle qui a valu à ce film de nombreuses récompenses. À travers une évocation de la place de l'artiste, du sort des fillettes, du poids des traditions dans la société chinoise de l'époque transpire l'idée de la révolte contre le destin.[Interprétation personnelle ?]

## Fiche technique
- Titre : Le Roi des masques
- Titre original : 变脸 (Bian lian)
- Réalisation : Wu Tianming
- Scénario : Chen Wengui et Wei Minglun
- Musique : Zhao Jiping
- Photographie : Mu Da-yuan
- Production : Titus Ho
- Sociétés de production : Shaw Brothers
- Société de distribution : Cinéma Public Films (France)
- Pays d'origine : Chine, Hong-Kong
- Genre : Drame et historique
- Durée : 91 minutes
- Dates de sortie : 
  -  Chine : 9 janvier 1995
  -  Hong Kong : 16 août 1996
  -  France : 8 avril 1998

## Distribution
- Zhu Xu: Wang
- Zhou Renying : Gouwa
- Zhao Zhigang : Lian
- Chen Li : Mlle. Wen
- Jia Zhaoji : le marchand d'esclaves
- Zhang Zhigang : Sulan, Luo

## Distinctions
- Prix du public au Festival international du film de Canberra (en) (Australie, 97)
- Meilleur film, meilleur acteur (Xu Zhu) et meilleure actrice (Zhou Renying), Festival international Carrousel (Canada, 97)
- Meilleur acteur (Xu Zhu), Festival du film de Fajr à Téhéran (Iran, 98)
- Prix CICAE et Tulipe d'Or pour Wu Tianming, Festival d'Istanbul (Turquie, 97)
- Meilleur réalisateur asiatique (Wu Tianming), Festival de Singapour (97)
- Meilleur réalisateur (Wu Tianming) et meilleur acteur (Xu Zhu) au Festival de Tokyo (Japon, 96)
- Prix des enfants (Wu Tianming), Week-end international du film de Würzburg (de), (Allemagne, 99)
- Chèvre d'Or (Wu Tianming), Festival international de films pour enfants, Poznań (Pologne, 98)